# Winnipeg

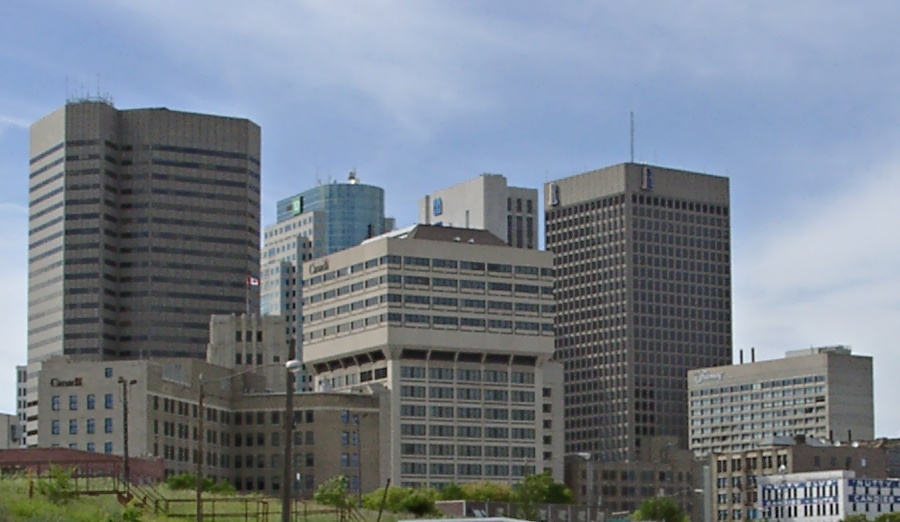
Winnipeg, 2002.

Winnipeg är en stad i Kanada, huvudstad i provinsen Manitoba. 
Cirka 700 000 invånare bor i storstadsområdet. Eftersom nästan alla som reser mellan östra och västra Kanada på järnväg eller motorväg passerar genom eller nära orten, kallas den ofta "porten till väst".

## Sport
Ishockeyklubben Winnipeg Jets existerade åren 1972-1996, och startade i WHA, för att inför säsongen 1979/1980 övergå till NHL då WHA upplöstes. 1996 flyttade klubben till Phoenix och blev Phoenix Coyotes. 2011 meddelades det att Atlanta Thrashers flyttar sin ishockeyverksamhet till Winnipeg vilket gör att Winnipeg Jets gör comeback i NHL säsongen 2011/2012.
Winnipeg är den enda kanadensiska stad där bandy finns.

### Professionella lag i de stora lagsporterna
- CFL – kanadensisk fotboll
  - Winnipeg Blue Bombers
- AHL - ishockey
  - Manitoba Moose
- NHL - ishockey
  - Winnipeg Jets